# Tombstone Hill (Palmer-Archipel)
Der Tombstone Hill (englisch für Grabsteinhügel) ist ein 50 m hoher Hügel auf der Wiencke-Insel im Palmer-Archipel vor der Westküste der Antarktischen Halbinsel. Er ragt unmittelbar ostnordöstlich des Damoy Point auf.
Teilnehmer der Vierten Französischen Antarktisexpedition (1903–1905) unter der Leitung des Polarforschers Jean-Baptiste Charcot entdeckten und kartierten ihn. Die deskriptive Benennung nahmen Wissenschaftler des Falkland Islands Dependencies Survey 1944 vor. Namensgebend sind einige Felsen am Gipfel des Hügels, die wie Grabsteine wirken.